# Bernardo Gigli
Bernardo Gigli (Bezzecca, 1º novembre 1726 – Bezzecca, 27 maggio 1791) è stato un circense italiano.
È noto per la sua straordinaria altezza (2,60 m); venne ritenuto uno dei personaggi più alti mai vissuti, nonché il detentore di questo primato nel contesto italiano.

## Biografia

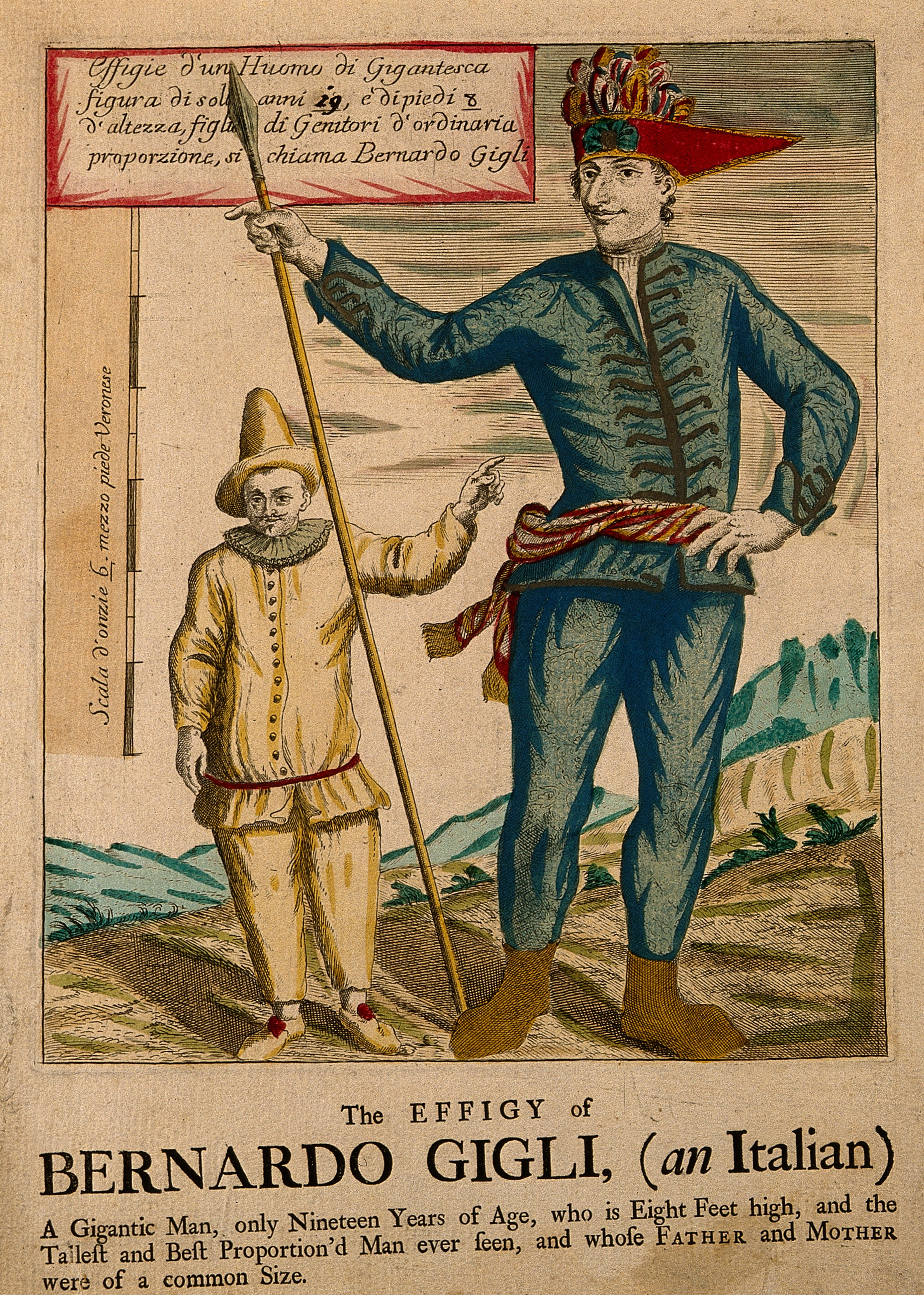
Bernardo Gigli a 19 anni, in un'effigie dell'epoca

Bernardo Gigli nacque nel 1726 a Bezzecca, una frazione del comune di Ledro, nella provincia autonoma di Trento. Quinto figlio di Bartolomeo Gigli e Maria Oradini, contadini benestanti, condusse una vita apparentemente semplice, tra la formazione scolastica e l'aiuto nei campi, fino ai 10 anni, quando cominciò a crescere di statura, addirittura raggiungendo i 2,60 m; questa sua qualità gli valse il soprannome di Popo ("bambino") de Bezeca, in dialetto trentino. Questo tenore di vita persistette per molto tempo, durante il quale Bernardo trovò impiego come operaio in diverse zone montane, sino al 1745, quando venne notato da Giambattista Perghem da Nomi (1715 - 1793), eccellente equilibrista recentemente aggregatisi ad una compagnia di saltimbanchi e acrobati; dopo averlo osservato in diverse esibizioni, quest'ultimo decise di ingaggiarlo per alcuni spettacoli itineranti. I due vennero chiamati a sfoggiare le loro doti davanti ai principali regnanti di quel tempo, tra cui Luigi XV e Caterina II di Russia. Dopo la morte del suo mentore, Bernardo continuò individualmente il suo percorso, ottenendo grande successo soprattutto per il suo costume esoterico, appartenente alla cultura turca; non tutti, però, furono estasiati dalla sua prestanza fisica: ci fu persino chi la mise in dubbio, come un rinomato mercante veneziano, il quale pagò un'ingente somma di denaro per vederlo all'opera completamente spoglio delle sue vesti. Rientrato a Bezzecca, il suo paese natale, nel 1768, all'età di 42 anni, comperò una casa adiacente al municipio; con il denaro guadagnato dalle esibizioni, cominciò a svolgere delle azioni caritatevoli verso il resto della popolazione:
- Acquistò boschi e campi coltivati, mettendoli al servizio degli abitanti;
- Pagò i debiti necessari e prestò cospicue somme ai più bisognosi;
- Consentì l'acquisto del sale per ogni fuoco della sua comunità;
- Distribuì denaro alle famiglie di Lenzumo colpite da una disastrosa grandinata (23 luglio 1766), la quale aveva devastato i raccolti.

### Gli ultimi anni di vita
Negli ultimi anni della sua vita perse l'uso delle gambe, probabilmente a causa del gigantismo, malattia genetica della quale era affetto; il 27 maggio 1791, all'età di 65 anni, Bernardo Gigli venne ritrovato privo di vita nella casa che si era fatto fabbricare alcuni anni prima, a Bezzecca. Il suo scheletro venne sottoposto a test puramente scientifici, prima, per poi essere conservato al Museo Civico di Rovereto, assieme ad altri antefatti emblematici. Nonostante i numerosi eventi messi in atto per ricordarne l'importanza, durante la Prima Guerra Mondiale, il Museo venne colpito da una bomba e saccheggiato dei suoi averi, così del gigante bezzecchese non ne è rimasta alcuna traccia, se non nella memoria degli abitanti, per questo venne ricordato come uno dei più importanti personaggi italiani della storia.